# Giovanni Bausan
Giovanni Bausan (Gaeta, 14 aprile 1757 – Napoli, 7 luglio 1825) è stato un militare e nobile italiano, ufficiale della Real Marina del Regno delle Due Sicilie.

## Biografia
Proveniente da una famiglia di militari di origine spagnola (il nonno Giuseppe era stato colonnello e il padre Giuseppe tenente generale), fu arruolato in giovane età nella Real accademia di marina e nell'ottobre 1775 ottenne il grado di guardiamarina. Dopo aver preso parte alla guerra d'indipendenza americana a bordo del vascello inglese HMS Marlborough tra il 1779 e il 1783 sotto la guida di Francesco Caracciolo, nel 1784 partecipò al bombardamento di Algeri comandando lo sciabecco Robusto col grado di alfiere di vascello. Successivamente combatté nelle guerre della prima coalizione contro la Francia rivoluzionaria, tra cui l'assedio di Tolone nel 1793.
Nel dicembre 1798, mentre conduceva la corvetta Aurora al largo di Palermo, portò in salvo da una forte burrasca il re di Napoli Ferdinando IV, che si stava rifugiando via mare in Sicilia con l'aiuto di Horatio Nelson, guidando verso la terraferma la nave comandata dall'ammiraglio inglese. L'anno seguente aderì alla Repubblica Napoletana, ma dopo la caduta di quest'ultima fu dapprima arrestato, poi liberato ed infine costretto ad emigrare a Marsiglia nel 1800. Solo nel 1806 poté rientrare a Napoli, allorquando fu incaricato di comandare la fregata Cerere. In seguito si rese protagonista di gesta eroiche sia nell'assedio di Gaeta del 1806 sia nell'invasione di Capri del 1808.
Dopo aver ottenuto il titolo di barone nel 1811 per i suoi meriti militari, tra il 1815 e il 1820 ricevette incarichi minori, dopodiché fu eletto deputato e nominato comandante delle flotte impegnate a contrastare i moti scoppiati a Palermo nel 1820.